# Barbara Löffler
Barbara Löffler (auch Löffler-Hähntzsch; * 5. August 1943 in Ranis; † 2018 in Neubrandenburg) war eine deutsche Keramikerin.

## Leben und Werk
Barbara Löffler absolvierte die Erweiterte Oberschule und nach dem Abitur von 1961 bis 1963 bei Victor Greiner (1911–1988) in Bürgel eine Lehre als Töpferin. Von 1963 bis 1968 studierte sie Keramik bei Wolfgang Henze und Rudolf Kaiser an der Kunsthochschule Berlin-Weißensee. Nach dem Studienabschluss zog sie mit ihrem Mann, dem Keramiker Gottfried Löffler nach Breest, wo beide gemeinsam als freischaffende Keramiker arbeiteten. Sie war 1969 Mitbegründerin des Zentrums Bildende Kunst Neubrandenburg. Dort arbeitete sie anfangs als angestellte Keramik-Künstlerin und ab 1973 freischaffend mit einer vertraglichen Bindung an das Zentrum. Von 1974 bis 1987 war sie künstlerische Leiterin der Keramikwerkstatt. Dabei fertigte sie vom Drehen über die Bemalung und bis zum Glasieren vor allem gefäßkeramische Arbeiten, die als Modelle für eine serienmäßige Produktion dienten.
Ab 1987 arbeitete Barbara Löffler als freischaffende Keramikerin in der von ihrem Mann 1980 gegründeten Werkstatt in Ramelow. Sie hatte in der DDR und im Ausland eine bedeutende Zahl von Einzelausstellungen und Ausstellungsbeteiligungen, u. a. 1977/1978, 1982/1983 und 1987/1988 an der VIII. bis X. Kunstausstellung der DDR in Dresden. Sie nahm 1971 am Internationalen Keramiksymposium Vilnius und 1978 am Internationalen Keramiksymposium Römhild teil. Studienreisen führten sie u. a. 1975 nach Finnland, Ungarn, Rumänien und in die UdSSR und 1984 nach Frankreich. Sie war bis 1990 Mitglied des Verbands Bildender Künstler der DDR.
Arbeiten Barbara Löfflers befinden sich u. a. in der Kunstsammlung Neubrandenburg.

## Ehrungen
- 1966: drei Auszeichnungen für Gartenkeramik auf der Ausstellung Kunsthandwerk der DDR in Erfurt
- 1966: Diplom auf der Internationalen Keramikschau in Faenza
- 1974: Architekturpreis des Rates des Bezirks Neubrandenburg
- 1978: Fritz-Reuter-Preis für Kunst und Literatur des Rates des Bezirks Neubrandenburg

## Rezeption
„Ihr ist der Versuch gelungen, an die traditionelle bäuerliche Mecklenburger Geschirrtöpferei anzuknüpfen und zugleich Gefäße zu schaffen, die unserem modernen Form- und Dekorempfinden entsprechen.“

## Keramische Werke (Auswahl)
- Wassermann mit Fischen (1969; Wandgestaltung in der Schwimmhalle Neubrandenburg; mit Gottfried Löffler)[2]

- Leuchter mit zwei kleinen Vögeln (um 1973)[3]
- Kleine Vase in Form eines Frauenkopfes (um 1973)[4]
- Schale mit Vögeln am Fuß (um 1973)[5]
- Wandgestaltung (1975, Terrakotta, glasierte Kacheln, 210 × 140 cm; Innenhof der Bezirksparteischule der SED in Neubrandenburg; auf der VIII. Kunstausstellung der DDR; mit Barbara Löffler)
- Brunnen (Mehrfigurengruppe, 1977, Terrakotta; im damaligen Berufsausbildungszentrum Neubrandenburg)[6]
- Relief, u. a. mit zwei menschlichen Figuren (1978, Terrakotta, teilweise farbig glasiert; in einer Apotheke in Altentreptow)[7]

## Einzelausstellungen (unvollständig)
- 1979: Bautzen, Galerie Budysin (mit Gottfried Löffler)

- 1981: Dresden, Galerie Kunst der Zeit (mit Gottfried Löffler)

## Weitere Literatur
- Walter Funkat: Kunsthandwerk in der Deutschen Demokratischen Republik. Verlag der Nation, Berlin, 1970, S. 144/145

- Barbara Löffler. Keramik. Kunstsammlung Neubrandenburg (Hrsg.), 1993
- Löffler, Barbara. In: Dietmar Eisold (Hrsg.): Lexikon Künstler in der DDR. Verlag Neues Leben, Berlin 2010, ISBN 978-3-355-01761-9, S. 552